# Bernard de Wit
Bernard de Wit (* 1945) ist ein niederländischer theoretischer Physiker, der sich mit Supergravitation und Stringtheorie befasst.
De Wit studierte an der Universität Utrecht, an der er 1973 bei Martinus Veltman promoviert wurde. Als Post-Doktorand war er an der SUNY, in Utrecht und Leiden. 1978 wurde er Mitglied des Nationalen Instituts für Kern- und Hochenergiephysik der Niederlande NIKHEF in Amsterdam. 1981 wurde er dort Leiter der Theoriegruppe. 1984 wurde er Professor an der Universität Utrecht. 2010 emeritierte er, ist aber weiter wissenschaftlich aktiv.
Mitte der 1980er Jahre fand er mit Hermann Nicolai die N=8 Supergravitationstheorie, die aus der dimensionalen Reduktion der maximal supersymmetrischen d=11 Supergravitation auf vier Raum-Zeit Dimensionen d=4 entsteht und in vieler Hinsicht eine maximale Supersymmetrie für eine Supergravitationstheorie mit einem Graviton und keinen Teilchen mit Spin größer als 2 besitzt.
Zu seinen Doktoranden zählt Eric Bergshoeff